# Irina Kolesnikova
Pour les articles homonymes, voir Kolesnikova.
Irina Vladimirovna Kolesnikova (en russe : Ирина Владимировна Колесникова), née en 1980 à Léningrad, est une ballerine russe.

## Biographie
Irina Kolesnikova est sortie de l'Académie de ballet Vaganova de Saint-Pétersbourg, en 1998. Elle a eu comme professeur Elvira Kolkorina. Elle n'est pas acceptée intégrer au théâtre Mariinsky etrejoint le théâtre de ballet de Saint-Pétersbourg de Constantin Tachkine. Deux années plus tard, en 2000, elle y devient danseuse principale, puis, l'année suivante, Première Ballerine de la troupe.
Elle participe à de nombreuses tournées à l'étranger, jouant le rôle-titre de Giselle et Odette-Odile du Lac des cygnes. Elle a aussi dans son répertoire la princesse Aurore de La Belle au bois dormant, Macha dans Casse-noisette. Elle s'est distinguée à Paris, lorsqu'elle a dansé au Gala des Étoiles Shéhérazade, en septembre 2007 avec Dmitri Semionov,.

## Distinctions
Irina Kolesnikova a participé à plusieurs compétitions internationales. Elle a gagné une médaille d'or à Prague en 2002, le prix Natalia Makarova à Perm et une médaille d'argent au concours de danse contemporaine du Japon en 2005. La même année, elle a été nommée meilleure danseuse au National Dance Award, après avoir interprété Le Lac des cygnes au Royal Albert Hall.